# هوفانس آداميان
هوفانس آداميان (بالانجليزية: Hovannes Adamian) (ولد 5 فبراير 1879 - 12 سبتمبر 1932) اسمه الكامل هوفانس ايفان أبغاري آداميان، كان مهندسًا أرمنيًا وسوفيتيًا، اخترع أكثر من 20 اختراعًا، وكان أول تلفزيون ملون تجريبي عرض في لندن في عام 1928، قام على أساس مبدأ الألوان الثلاثة لآداميان، كما يعتبر أحد مؤسسي التلفزيون الملون.

## سيرته
ولد آداميان لعائلة تعد من كبار العوائل التي تاجرت في البنزين، في عام 1897 أنهى دراسته في باكو ثم انتقل إلى سويسرا، درس في جامعتي زيوريخ وبرلين، وقام بتصميم أنظمة الأسود والأبيض، وكذلك أجهزة التلفزيون الملونة، بالإضافة لتطوير الأعمال النظرية التي كتبها مؤسسي التلفزيون الملون أمثال ام لي بلان و بي نبكوف، وكان آداميان أول مكتشف في العالم حقق نتائج عملية في التلفزيون الملون، ونفيذ عمليات نقل للتلفزيون الملون، وكان قد حصل على براءة اختراع من ألمانيا في يوم 31 مارس 1908، تحمل براءات الاختراع رقم 197183، ثم حصل على براءت اختراع أخرى في بريطانيا في 1 أبريل عام 1908، رقم براءات الاختراع 7219، ثم في فرنسا برقم براءات الاختراع 390326، بعدها في روسيا في عام 1910 برقم براءة 17912.
وفي عام 1925 وفي يريفان، قام آداميان بتشغيل جهاز لبث الصور الملونة، بدعم من أصدقائه ومساعدين له من أرمينيا، وقال انه نجح في إثبات صور ملونه لعدد من الشخصيات ذات أنماط جديدة ونقلها للمختبر المجاور، وفي عام 1913، عاد آداميان إلى سانت بطرسبرغ في روسيا، كان لديه عدة رحلات طويلة لأرمينيا قبل أن يموت عام 1932 في لينينغراد، دفن في المقبرة الأرمنية المحلية، وفي عام 1970 تم جلب رفاته إلى يريفان زذلك إلى مقبرة البانثيون الأرمنية الشهيرة.